# Maybe (canción)
«Maybe» es una canción del músico estadounidense Machine Gun Kelly. Fue lanzado el 16 de marzo de 2022 como el cuarto sencillo de su sexto álbum de estudio Mainstream Sellout. La canción presenta actuaciones de miembros de la banda de rock británica Bring Me the Horizon.

## Antecedentes
"Maybe" se estrenó por primera vez el 4 de marzo de 2022 en la noche del club de eventos en vivo "Emo Nite" en el recinto Avalon Hollywood de Los Ángeles. La canción fue lanzada como el cuarto sencillo del sexto álbum de estudio de Machine Gun Kelly el 16 de marzo, Mainstream Sellout, después de "Papercuts", "Emo Girl" y "Ay!". La canción presenta a miembros de la banda de rock británica Bring Me the Horizon; la canción es su segunda colaboración de 2022, luego de su versión remezclada de "Bad Habits" con Ed Sheeran.

## Temas y composición
Rolling Stone describió la canción como "pop punk, aunque con algunos gritos característicos de Sykes". La canción presenta voces alternas de Kelly y Sykes, con voces limpias y melódicas en todo momento, y "gritos de estilo deathcore" en el puente solo por Sykes. La canción comienza con un canto de "¡2,3,5!" por Kelly, ya que sintió que el comienzo típico de "1,2,3" era aburrido. BrooklynVegan, Louder Sound, Pitchfork y Wall of Sound compararon la pista con el sonido de la canción de Paramore "Misery Business", una canción que Kelly había versionado en el pasado. Far Out Magazine declaró que la introducción suena similar a "Black Hole Sun" de Soundgarden y que el riff de guitarra principal suena similar a "When Your Heart Stops Beating" de +44. The Daily Californian lo describió como una combinación de "What It's Like" de Everlast y "Miss Murder" de AFI y el sonido general de Blink-182. Clash comparó las guitarras con Linkin Park.

## Video musical
El video musical oficial de "Maybe" se lanzó el 25 de marzo de 2022 y fue dirigido por Marc Klasfeld.
El video está ambientado y grabado dentro de The Shard en Londres, Inglaterra, donde Machine Gun Kelly interpreta la canción junto con Oli Sykes de Bring Me the Horizon y el baterista y productor del álbum de Blink-182, Travis Barker, mientras el vidrio de The Shard se rompe a su alrededor y se forma en una nube masiva sobre la ciudad cuando la canción culmina y termina.

## Personal
- Machine Gun Kelly – voz
- Oliver Sykes — voz invitado
- Lee Malia — guitarras
- Jordan Fish — teclados
- Matt Kean — bajo
- Matt Nicholls — batería